# 王溥 (唐朝)
王溥（9世纪—905年7月5日），字德润，唐朝官员，唐昭宗年间于901年至903年间为宰相。军阀宣武军节度使朱全忠准备篡位时对唐朝高官展开清洗，他被杀。

## 家世
王溥出自太原王氏大房，堂叔祖大理卿赠左散骑常侍王正雅。祖父王堪，定陵令。父亲王聪没有记载做过官。

## 生平

### 早期仕途
王溥中进士后入仕，历任礼部员外郎、史馆修撰。乾宁三年（896年）七月，宰相崔胤被任为河南武安军节度使，请王溥做观察府判官。九月，因崔胤盟友宣武军节度使朱全忠干涉，崔胤的这项任命被取消，得以留任宰相，王溥也得以留在朝中，充集贤殿直学士，又为礼部员外郎，赐紫金鱼袋。御史中丞赵光逢奏王溥为刑部郎中，兼知御史台杂事。
光化三年（900年）十月，王溥以前清海军节度副使、朝散大夫、检校左散骑常侍、御史大夫、上柱国守左散骑常侍，充盐铁副使。十一月，神策军左军中尉刘季述、右宫中尉王仲先等当权宦官和枢密使王彦范、薛齐偓等废黜昭宗，立太子李𥙿为帝。崔胤说服左神策指挥使孙德昭、右军清远都将董彦弼、周承诲等神策军军官于天复元年（901年）正月政变反正复辟昭宗。王溥也参与了崔胤的说服工作，不久拜翰林学士、户部侍郎。

### 拜相
因曾在崔胤幕府，王溥就任后不久，就在二月在崔胤推荐下被任为中书侍郎，授同中书门下平章事，为宰相。他还受任判户部。但他不能做改善政府的事。
十一月，以韩全诲为首的宦官认为昭宗和崔胤计划屠杀宦官，劫持昭宗投盟友李茂贞治下的凤翔。以崔胤为首的绝大多数朝臣留在京城长安，随后崔胤召来对宦官作战的朱全忠行近长安，崔胤派王溥去赤水砦会见朱全忠，商议下一步计划，催促其迎驾。韩偓曾被王溥荐为翰林学士，也受过崔胤的推荐，因此受到学士使马从皓的责难。

### 罢相与被杀
天复三年（903年）二月，时朱全忠已击败李茂贞并迫使其交还昭宗求和，昭宗回到长安。崔胤成为朝廷上最有权的官员。因崔胤挑唆，昭宗回长安不久，王溥就被罢为太子宾客，当时并无皇太子，这完全只是荣衔（901年反正后李𥙿被褫夺太子封号），并遣出长安，就职东都洛阳。同样在崔胤挑唆下，唐昭宗在凤翔在李茂贞和宦官控制下任命的宰相苏检和卢光启被赐自尽。另一宰相陆扆也被罢免。在韩偓推荐下，昭宗欲以王赞、赵崇凝代为宰相，但因崔胤坚持，不得已作罢。
不久，王溥被召回拜太常卿。有篡位企图的朱全忠于天祐元年（904年）弑昭宗，矫诏立皇子辉王李祚为皇太子，改名李柷，预备立为新帝。李柷请先监国，于柩前即位，差王溥充礼仪使。李柷即位，即唐哀帝。十月，与王溥一子八品正员官。二年（905年）正月，王溥上昭宗庙号谥号。二月，王溥为工部尚书。四月，朝廷以奉山陵之劳再赐王溥等一子八品正员官。在近臣柳璨和李振建议下，朱全忠开始集体贬杀唐朝官员。五月，王溥先被贬为淄州司户参军，六月在白马驿和前宰相裴枢、独孤损、崔远、陆扆、前太子太保致仕赵崇凝、前兵部侍郎王赞一同被赐自尽。李振因不能中进士，憎恨以清流自居的士绅，在他要求下，朱全忠将他们的尸体投入黄河，以李振的说法，是让他们成为“浊流”。曾被王溥奏充判官授工部侍郎的太子宾客柳逊也被令致仕。

## 身后
后唐于同光二年（924年）六月赠王溥右仆射。

## 延伸阅读
[在维基数据编辑]
 《新唐書·卷182》，出自《新唐書》